# سودای هاسوکاوا
سودای هاسوکاوا (انگلیسی: Sodai Hasukawa؛ زادهٔ ۲۷ ژوئن ۱۹۹۸) بازیکن فوتبال اهل ژاپن است.
از باشگاه‌هایی که در آن بازی کرده‌است می‌توان به باشگاه فوتبال توکیو اشاره کرد.